# Terminator
Terminator (originaltitel: The Terminator, "utrotaren/avslutaren"), alternativ titel Dödsängeln – Terminator i Sverige eller Terminator – förstöraren i Finland, är en amerikansk science fiction-actionfilm från 1984 i regi av James Cameron, med Arnold Schwarzenegger, Linda Hamilton och Michael Biehn i huvudrollerna.
Handlingen går ut på att en torped från framtiden skickas tillbaka i tiden för att förinta modern till en framtida frihetskämpe. Torpeden är en så kallad T-800 Terminator, en maskinmänniska skickad av superdatorn Skynet, som i framtiden kontrollerar världen och krigar mot människan. Den ofödda frihetskrigaren är ledaren för den framtida mänskliga motståndsrörelsen som kämpar tillbaka mot Skynet och dess robotarmé. För att kontra detta skickar motståndsrörelsen tillbaka en egen krigare, vilken har i uppgift att skydda Terminatorns måltavla och oskadliggöra hotet.
Filmen hade biopremiär i USA den 26 oktober 1984, med Sverigepremiär den 8 februari 1985 och Finlandspremiär som den 15 februari 1985.

## Handling
Året är 2029. Superdatorn Skynet styr världen, fast besluten att utrota det mänskliga släktet. Skynet har dock börjat förlora kriget, och för att slutligen kunna förinta människan måste den ändra det förflutna. Därför sänder den en människoliknande robot - en Terminator (Arnold Schwarzenegger) - tillbaka i tiden för att mörda Sarah Connor (Linda Hamilton), kvinnan vars ofödda son John kommer att bli mänsklighetens enda hopp och leda motståndsrörelsen mot maskinerna. John skickar i sin tur tillbaka en av sina soldater, Kyle Reese (Michael Biehn), för att skydda henne från Terminatorn. Kyle och Sarah har en kort relation som resulterar i att Kyle blir far till John Connor. Kyle dör när han spränger terminatorn med en hemmagjord bomb. Terminatorn blir dock bara skadad av explosionen. Slutligen lyckas Sarah besegra Terminatorn genom att lura in den i en hydraulisk press.

## Om filmen
- Stan Winston ansvarade för specialeffekterna.

Några alternativa svenskspråkiga namn har förekommit i marknadsföringen. Namnet Dödsängeln har använts i Sverige och Terminator – förstöraren i Finland. 

## Rollista (i urval)
| Arnold Schwarzenegger | – The Terminator       |
| Michael Biehn         | – Kyle Reese           |
| Linda Hamilton        | – Sarah Connor         |
| Paul Winfield         | – Ed Traxler, löjtnant |
| Lance Henriksen       | – Hal Vukovich, polis  |
| Bess Motta            | – Ginger Ventura       |
| Earl Boen             | – Dr. Peter Silberman  |
| Franco Columbu        | – Framtida Terminator  |
| Bill Paxton           | – Punkarnas ledare     |
| Brian Thompson        | – Punkare              |

## Uppföljare
Filmen har fem uppföljare: Terminator 2 - Domedagen (1991), Terminator 3: Rise of the Machines (2003), Terminator Salvation (2009),Terminator: Genisys (2015) samt Terminator: Dark Fate (2019). Det har också gjorts en TV-serie som bygger på de två första filmerna: Terminator: The Sarah Connor Chronicles (2008–2009).
Ett antal datorspel har också producerats på filmens tema.